# Liste der Kulturdenkmäler in Kleinlangenfeld
In der Liste der Kulturdenkmäler in Kleinlangenfeld sind alle Kulturdenkmäler der rheinland-pfälzischen Ortsgemeinde Kleinlangenfeld aufgeführt. Grundlage ist die Denkmalliste des Landes Rheinland-Pfalz (Stand: 27. Juni 2022).

## Einzeldenkmäler
| Bezeichnung  | Lage                                             | Baujahr                  | Beschreibung                                                                            | Bild            |
| ------------ | ------------------------------------------------ | ------------------------ | --------------------------------------------------------------------------------------- | --------------- |
| Skulpturen   | Hauptstraße, in Nr. 27 Lage                      | 17. oder 18. Jahrhundert | in der katholischen Filialkirche St. Agathe und St. Lucia: vier barocke Heiligenfiguren | Fotos hochladen |
| Bildstock    | Hauptstraße, vor Nr. 27 Lage                     | 1733                     | barocker Bildstock, bezeichnet 1733, Fuß des Kruzifix bezeichnet 1727                   | Fotos hochladen |
| Langer Stein | östlich des Ortes im Kleinlangenfelder Wald Lage |                          | obeliskförmiger Basaltstein, angeblich bezeichnet 1822, sicher älter                    | BW              |